# 11e étape du Tour de France 2019
Pour un article plus général, voir Tour de France 2019.
La 11e étape du Tour de France 2019 se déroule le mercredi 17 juillet 2019 entre Albi et Toulouse, sur une distance de 167 kilomètres.

## Parcours
Après le départ d'Albi, deux côtes sont au programme avec la côte de Tonnac et celle de Castlenau-de-Montmiral avant de redescendre sur la ville, qui n'a plus eu d'arrivée depuis 2008.

## Déroulement de la course
Dès le kilomètre 0, quatre coureurs sortent du peloton et composent immédiatement l'échappée du jour. Leur avance, contrôlée par le peloton, ne dépasse pas les 4 minutes. Le fait marquant de la journée est une chute massive au milieu du peloton qui met à terre des coureurs comme Richie Porte et Nairo Quintana, ce qui amènera aussi à l'abandon de Niki Terpstra. Giulio Ciccone quant à lui va perdre plus de 5 minutes à cause de cette chute. Dans les derniers kilomètres, Aimé De Gendt fait exploser l'échappée en plaçant une attaque mais cela sera insuffisant pour résister au retour du peloton. Le sprint massif est préparé et c'est finalement Caleb Ewan qui s'impose sur la ligne devant Groenewegen et Viviani.

## Résultats

### Classement de l'étape
| Classement de la 11e étape | Classement de la 11e étape | Classement de la 11e étape | Classement de la 11e étape | Classement de la 11e étape |
|                            | Coureur                    | Pays                       | Équipe                     | Temps                      |
| -------------------------- | -------------------------- | -------------------------- | -------------------------- | -------------------------- |
| 1er                        | Caleb Ewan                 | Australie                  | Lotto-Soudal               | en 3 h 51 min 26 s         |
| 2e                         | Dylan Groenewegen          | Pays-Bas                   | Jumbo-Visma                | + 0 s                      |
| 3e                         | Elia Viviani               | Italie                     | Deceuninck-Quick Step      | + 0 s                      |
| 4e                         | Peter Sagan                | Slovaquie                  | Bora-Hansgrohe             | + 0 s                      |
| 5e                         | Jens Debusschere           | Belgique                   | Katusha-Alpecin            | + 0 s                      |
| 6e                         | Sonny Colbrelli            | Italie                     | Bahrain-Merida             | + 0 s                      |
| 7e                         | Jasper Philipsen           | Belgique                   | UAE Emirates               | + 0 s                      |
| 8e                         | Cees Bol                   | Pays-Bas                   | Sunweb                     | + 0 s                      |
| 9e                         | Alexander Kristoff         | Norvège                    | UAE Emirates               | + 0 s                      |
| 10e                        | Warren Barguil             | France                     | Arkéa-Samsic               | + 0 s                      |
| modifier                   |                            |                            |                            |                            |

### Points attribués
| Sprint intermédiaire Gaillac (km 87) | Sprint intermédiaire Gaillac (km 87) | Sprint intermédiaire Gaillac (km 87) | Sprint intermédiaire Gaillac (km 87) | Sprint intermédiaire Gaillac (km 87) |
| ------------------------------------ | ------------------------------------ | ------------------------------------ | ------------------------------------ | ------------------------------------ |
|                                      | Coureur                              | Pays                                 | Équipe                               | Point(s)                             |
| 1er                                  | Anthony Perez                        | France                               | Cofidis                              | 20                                   |
| 2e                                   | Aimé De Gendt                        | Belgique                             | Wanty-Gobert                         | 17                                   |
| 3e                                   | Lilian Calmejane                     | France                               | Total Direct Énergie                 | 15                                   |
| 4e                                   | Stéphane Rossetto                    | France                               | Cofidis                              | 13                                   |
| 5e                                   | Elia Viviani                         | Italie                               | Deceuninck-Quick Step                | 11                                   |
| 6e                                   | Peter Sagan                          | Slovaquie                            | Bora-Hansgrohe                       | 10                                   |
| 7e                                   | Sonny Colbrelli                      | Italie                               | Bahrain-Merida                       | 9                                    |
| 8e                                   | Daniel Oss                           | Italie                               | Bora-Hansgrohe                       | 8                                    |
| 9e                                   | Jasper Stuyven                       | Belgique                             | Trek-Segafredo                       | 7                                    |
| 10e                                  | Michael Mørkøv                       | Danemark                             | Deceuninck-Quick Step                | 6                                    |
| 11e                                  | Thomas De Gendt                      | Belgique                             | Lotto-Soudal                         | 5                                    |
| 12e                                  | Maxime Monfort                       | Belgique                             | Lotto-Soudal                         | 4                                    |
| 13e                                  | Marcus Burghardt                     | Allemagne                            | Bora-Hansgrohe                       | 3                                    |
| 14e                                  | Florian Vachon                       | France                               | Arkéa-Samsic                         | 2                                    |
| 15e                                  | Greg Van Avermaet                    | Belgique                             | CCC                                  | 1                                    |
| modifier                             |                                      |                                      |                                      |                                      |

| Arrivée d'étape Toulouse (km 167) | Arrivée d'étape Toulouse (km 167) | Arrivée d'étape Toulouse (km 167) | Arrivée d'étape Toulouse (km 167) | Arrivée d'étape Toulouse (km 167) |
| --------------------------------- | --------------------------------- | --------------------------------- | --------------------------------- | --------------------------------- |
|                                   | Coureur                           | Pays                              | Équipe                            | Point(s)                          |
| 1er                               | Caleb Ewan                        | Australie                         | Lotto-Soudal                      | 50                                |
| 2e                                | Dylan Groenewegen                 | Pays-Bas                          | Jumbo-Visma                       | 30                                |
| 3e                                | Elia Viviani                      | Italie                            | Deceuninck-Quick Step             | 20                                |
| 4e                                | Peter Sagan                       | Slovaquie                         | Bora-Hansgrohe                    | 18                                |
| 5e                                | Jens Debusschere                  | Belgique                          | Katusha-Alpecin                   | 16                                |
| 6e                                | Sonny Colbrelli                   | Italie                            | Bahrain-Merida                    | 14                                |
| 7e                                | Jasper Philipsen                  | Belgique                          | UAE Emirates                      | 12                                |
| 8e                                | Cees Bol                          | Pays-Bas                          | Sunweb                            | 10                                |
| 9e                                | Alexander Kristoff                | Norvège                           | UAE Emirates                      | 8                                 |
| 10e                               | Warren Barguil                    | France                            | Arkéa-Samsic                      | 7                                 |
| 11e                               | Andrea Pasqualon                  | Italie                            | Wanty-Gobert                      | 6                                 |
| 12e                               | Niccolò Bonifazio                 | Italie                            | Total Direct Énergie              | 5                                 |
| 13e                               | Egan Bernal                       | Colombie                          | Ineos                             | 4                                 |
| 14e                               | Mike Teunissen                    | Pays-Bas                          | Jumbo-Visma                       | 3                                 |
| 15e                               | Maximiliano Richeze               | Argentine                         | Deceuninck-Quick Step             | 2                                 |
| modifier                          |                                   |                                   |                                   |                                   |

|   | \| \| Coureur \| Pays \| Équipe \| Bonifications \| \| - \| ----------------- \| --------- \| --------------------- \| ------------- \| \| 1 \| Caleb Ewan \| Australie \| Lotto-Soudal \| 10 s \| \| 2 \| Dylan Groenewegen \| Pays-Bas \| Jumbo-Visma \| 6 s \| \| 3 \| Elia Viviani \| Italie \| Deceuninck-Quick Step \| 4 s \| |           |                       |               |
|   | Coureur | Pays      | Équipe                | Bonifications |
| 1 | Caleb Ewan | Australie | Lotto-Soudal          | 10 s          |
| 2 | Dylan Groenewegen | Pays-Bas  | Jumbo-Visma           | 6 s           |
| 3 | Elia Viviani | Italie    | Deceuninck-Quick Step | 4 s           |

### Cols et côtes
| Côte de Tonnac (km 32) 3e catégorie (3,6km à 4,9%) | Côte de Tonnac (km 32) 3e catégorie (3,6km à 4,9%) | Côte de Tonnac (km 32) 3e catégorie (3,6km à 4,9%) | Côte de Tonnac (km 32) 3e catégorie (3,6km à 4,9%) | Côte de Tonnac (km 32) 3e catégorie (3,6km à 4,9%) |
| -------------------------------------------------- | -------------------------------------------------- | -------------------------------------------------- | -------------------------------------------------- | -------------------------------------------------- |
|                                                    | Coureur                                            | Pays                                               | Équipe                                             | Point(s)                                           |
| 1er                                                | Anthony Perez                                      | France                                             | Cofidis                                            | 2                                                  |
| 2e                                                 | Aimé De Gendt                                      | Belgique                                           | Wanty-Gobert                                       | 1                                                  |
| modifier                                           |                                                    |                                                    |                                                    |                                                    |

| Côte de Castelnau-de-Montmiral (km 77) 4e catégorie (2,5km à 3,8%) | Côte de Castelnau-de-Montmiral (km 77) 4e catégorie (2,5km à 3,8%) | Côte de Castelnau-de-Montmiral (km 77) 4e catégorie (2,5km à 3,8%) | Côte de Castelnau-de-Montmiral (km 77) 4e catégorie (2,5km à 3,8%) | Côte de Castelnau-de-Montmiral (km 77) 4e catégorie (2,5km à 3,8%) |
| ------------------------------------------------------------------ | ------------------------------------------------------------------ | ------------------------------------------------------------------ | ------------------------------------------------------------------ | ------------------------------------------------------------------ |
|                                                                    | Coureur                                                            | Pays                                                               | Équipe                                                             | Point(s)                                                           |
| 1er                                                                | Anthony Perez                                                      | France                                                             | Cofidis                                                            | 1                                                                  |
| modifier                                                           |                                                                    |                                                                    |                                                                    |                                                                    |

### Prix de la combativité
- Aimé De Gendt (Wanty-Gobert)

## Classements à l'issue de l'étape

### Classement général
| Classement général | Classement général | Classement général | Classement général    | Classement général  |
|                    | Coureur            | Pays               | Équipe                | Temps               |
| ------------------ | ------------------ | ------------------ | --------------------- | ------------------- |
| 1er                | Julian Alaphilippe | France             | Deceuninck-Quick Step | en 47 h 18 min 41 s |
| 2e                 | Geraint Thomas     | Royaume-Uni        | Ineos                 | + 1 min 12 s        |
| 3e                 | Egan Bernal        | Colombie           | Ineos                 | + 1 min 16 s        |
| 4e                 | Steven Kruijswijk  | Pays-Bas           | Jumbo-Visma           | + 1 min 27 s        |
| 5e                 | Emanuel Buchmann   | Allemagne          | Bora-Hansgrohe        | + 1 min 45 s        |
| 6e                 | Enric Mas          | Espagne            | Deceuninck-Quick Step | + 1 min 46 s        |
| 7e                 | Adam Yates         | Royaume-Uni        | Mitchelton-Scott      | + 1 min 47 s        |
| 8e                 | Nairo Quintana     | Colombie           | Movistar              | + 2 min 4 s         |
| 9e                 | Daniel Martin      | Irlande            | UAE Emirates          | + 2 min 9 s         |
| 10e                | Thibaut Pinot      | France             | Groupama-FDJ          | + 2 min 33 s        |
| modifier           |                    |                    |                       |                     |

### Classement par points
| Classement par points | Classement par points | Classement par points | Classement par points | Classement par points |
| --------------------- | --------------------- | --------------------- | --------------------- | --------------------- |
|                       | Coureur               | Pays                  | Équipe                | Point(s)              |
| 1er                   | Peter Sagan           | Slovaquie             | Bora-Hansgrohe        | 257 points            |
| 2e                    | Elia Viviani          | Italie                | Deceuninck-Quick Step | 184 pts               |
| 3e                    | Sonny Colbrelli       | Italie                | Bahrain-Merida        | 174 pts               |
| 4e                    | Michael Matthews      | Australie             | Sunweb                | 167 pts               |
| 5e                    | Caleb Ewan            | Australie             | Lotto Soudal          | 148 pts               |
| 6e                    | Jasper Stuyven        | Belgique              | Trek-Segafredo        | 112 pts               |
| 7e                    | Matteo Trentin        | Italie                | Mitchelton-Scott      | 101 pts               |
| 8e                    | Dylan Groenewegen     | Pays-Bas              | Jumbo-Visma           | 96 pts                |
| 9e                    | Greg Van Avermaet     | Belgique              | CCC                   | 95 pts                |
| 10e                   | Julian Alaphilippe    | France                | Deceuninck-Quick Step | 75 pts                |
| modifier              |                       |                       |                       |                       |

### Classement du meilleur jeune
| Classement général du meilleur jeune | Classement général du meilleur jeune | Classement général du meilleur jeune | Classement général du meilleur jeune | Classement général du meilleur jeune |
|                                      | Coureur                              | Pays                                 | Équipe                               | Temps                                |
| ------------------------------------ | ------------------------------------ | ------------------------------------ | ------------------------------------ | ------------------------------------ |
| 1er                                  | Egan Bernal                          | Colombie                             | Ineos                                | en 47 h 19 min 57 s                  |
| 2e                                   | Enric Mas                            | Espagne                              | Deceuninck-Quick Step                | + 30 s                               |
| 3e                                   | David Gaudu                          | France                               | Groupama-FDJ                         | + 3 min 16 s                         |
| 4e                                   | Giulio Ciccone                       | Italie                               | Trek-Segafredo                       | + 13 min 19 s                        |
| 5e                                   | Laurens De Plus                      | Belgique                             | Jumbo-Visma                          | + 27 min 43 s                        |
| 6e                                   | Maximilian Schachmann                | Allemagne                            | Bora-Hansgrohe                       | + 33 min 19 s                        |
| 7e                                   | Wout van Aert                        | Belgique                             | Jumbo-Visma                          | + 33 min 36 s                        |
| 8e                                   | Gregor Mühlberger                    | Autriche                             | Bora-Hansgrohe                       | + 33 min 43 s                        |
| 9e                                   | Lennard Kämna                        | Allemagne                            | Sunweb                               | + 37 min 33 s                        |
| 10e                                  | Søren Kragh Andersen                 | Danemark                             | Sunweb                               | + 39 min 31 s                        |
| modifier                             |                                      |                                      |                                      |                                      |

### Classement du meilleur grimpeur
| Classement du meilleur grimpeur | Classement du meilleur grimpeur | Classement du meilleur grimpeur | Classement du meilleur grimpeur | Classement du meilleur grimpeur |
| ------------------------------- | ------------------------------- | ------------------------------- | ------------------------------- | ------------------------------- |
|                                 | Coureur                         | Pays                            | Équipe                          | Point(s)                        |
| 1er                             | Tim Wellens                     | Belgique                        | Lotto-Soudal                    | 43 points                       |
| 2e                              | Thomas De Gendt                 | Belgique                        | Lotto-Soudal                    | 37 pts                          |
| 3e                              | Giulio Ciccone                  | Italie                          | Trek-Segafredo                  | 30 pts                          |
| 4e                              | Xandro Meurisse                 | Belgique                        | Wanty-Gobert                    | 27 pts                          |
| 5e                              | Natnael Berhane                 | Érythrée                        | Cofidis                         | 20 pts                          |
| 6e                              | Dylan Teuns                     | Belgique                        | Bahrain-Merida                  | 13 pts                          |
| 7e                              | Benjamin King                   | États-Unis                      | Dimension Data                  | 13 pts                          |
| 8e                              | Tiesj Benoot                    | Belgique                        | Lotto-Soudal                    | 12 pts                          |
| 9e                              | Daryl Impey                     | Afrique du Sud                  | Mitchelton-Scott                | 10 pts                          |
| 10e                             | Toms Skujiņš                    | Lettonie                        | Trek-Segafredo                  | 9 pts                           |
| modifier                        |                                 |                                 |                                 |                                 |

### Classement par équipes
| Classement par équipes | Classement par équipes | Classement par équipes | Classement par équipes |
|                        | Équipe                 | Pays                   | Temps                  |
| ---------------------- | ---------------------- | ---------------------- | ---------------------- |
| 1re                    | Movistar               | Espagne                | en 142 h 19 min 38 s   |
| 2e                     | Trek-Segafredo         | États-Unis             | + 1 min 30 s           |
| 3e                     | Bora-Hansgrohe         | Allemagne              | + 14 min 59 s          |
| 4e                     | Mitchelton-Scott       | Australie              | + 15 min 45 s          |
| 5e                     | AG2R La Mondiale       | France                 | + 18 min 56 s          |
| 6e                     | Groupama-FDJ           | France                 | + 19 min 4 s           |
| 7e                     | Jumbo-Visma            | Pays-Bas               | + 19 min 14 s          |
| 8e                     | UAE Emirates           | Émirats arabes unis    | + 23 min 33 s          |
| 9e                     | Ineos                  | Royaume-Uni            | + 25 min 53 s          |
| 10e                    | EF Education First     | États-Unis             | + 32 min 46 s          |
| modifier               |                        |                        |                        |

## Abandons
- 177 -  Niki Terpstra (Total Direct Énergie) : Abandon[1]
- 188 -  Rick Zabel (Katusha-Alpecin) : Non-partant[1]

## Le maillot jaune du jour
Chaque jour, un maillot jaune différent est remis au leader du classement général, avec des imprimés rendant hommage à des coureurs ou à des symboles qui ont marqué l'histoire l'épreuve, à l'occasion du centième anniversaire du maillot jaune.
Jacques Anquetil, Eddy Merckx, Bernard Hinault et Miguel Indurain forment le club des quintuples vainqueurs du Tour de France et ils sont représentés ensemble sur le maillot du jour.